# Julien Duranville
Julien Duranville (ur. 5 maja 2006 w Uccle) – belgijski piłkarz grający na pozycji napastnika w Borussii Dortmund oraz w reprezentacji Belgiii.

## Statystyki kariery

### Reprezentacyjne
(aktualne na dzień 17 maja 2025)
| Reprezentacja | Rok     | Występy | Gole |
| ------------- | ------- | ------- | ---- |
| Belgia        | 2024    | 1       | 0    |
| Belgia        | 2025    | 1       | 0    |
| Ogólnie       | Ogólnie | 2       | 0    |